# Lago Martiánez
Lago Martiánez je kompleks bazenov na prostem v Puerto de la Cruz (Tenerife, Kanarski otoki, Španija). Park za prosti čas s skupno površino približno 100.000 kvadratnih metrov je osredotočen okoli umetnega jezera. Lago Martiánez vključuje več otokov, vrtov, restavracij, barov in teras. Arhitekt César Manrique je zasnoval bazenski kompleks s številnimi vulkanskimi kamni. Lago Martiánez je mešanica Manriquejeve vizije in lokalnih elementov, kot so bartizani, palisade in pogled na ocean. Poleg arhitekturne zgradbe obsega tudi vrsto Manriquejevih skulptur. Lago Martiánez, splošno znan kot el Lago, je bil zgrajen na tako imenovanem območju Llanos de Martiánez, kjer je bilo več naravnih bazenov (kot sta la Coronela in la Soga). Prvi turisti so Llanos de Martiánez obiskali konec 19. in v začetku 20. stoletja.

## Prva faza
Prva faza projekta je vključevala območje občinskih bazenov, prej znanih kot los Alisios. Inženir Juan Alfredo je bil odgovoren za tehnične vidike, César Manrique pa za kreativne in umetniške elemente. Manrique je združil svoj arhitekturni duh s tradicionalno arhitekturo Kanarskih otokov, vključeval elemente flore in favne ter avtentične in inovativne skulpture. Los Alisios in la Jibia (sipa) sta dva primera takšnih skulptur. Lago Martiánez je bil slovesno odprt leta 1971, ko je njegova skupna površina obsegala 8.000 kvadratnih metrov in je vključevala dva bazena za odrasle, en otroški bazen in dva bara (los Alisios in la Isla). Rekreacijski park je opremljen s tehnično-strojnimi napravami, ki se uporabljajo za več namenov, kot je polnjenje bazenov z morsko vodo. Ti objekti so vključeni v skladu z umetniškim značajem Lago Martiánez.

## Druga faza
Po zaključku prve faze je ista tehnična in umetniška ekipa leta 1975 nadaljevala z naslednjo fazo, ki se je končala 30. aprila 1977. Druga faza je vključevala izgradnjo umetnega jezera v obliki ogromnega zelenega smaragda, napolnjenega z morsko vodo in obdanega s plažami, vrtovi in solariji. Umetno jezero in njegovi otoki obsegajo 33.000 kvadratnih metrov, od tega 15.000 kvadratnih metrov vode.

## Prenova in izboljšave
Med letoma 2004 in 2006 je Lago Martiánez doživel obsežne prenove in izboljšave, vključno z osvetlitvijo bazenov in promenad. Dela je nadzorovala Fundación César Manrique, ki ščiti umetnikova dela. Prenovljeni park je bil slovesno odprt julija 2006. Sala Andrómeda, ki je na osrednjem otoku ob jezeru, ima igralnico Puerto de la Cruz, ki se je nekoč nahajala znotraj hotela Taoro.